# Садовий Василь Григорович
Василь Григорович Садовий (1896, село Галичани, Австро-Угорщина, тепер Львівського району Львівської області — 3 грудня 1950, місто Львів) — український радянський діяч, робітник-токар, заступник голови Львівського міськвиконкому, голова Шевченківського райвиконкому міста Львова. Депутат Верховної Ради СРСР 1—3-го скликань (у 1940—1950 роках).

## Біографія
Народився в селянській родині. Рано втратив батька. Трудову діяльність розпочав у п'ятнадцятирічному віці учнем токаря у приватній механічній майстерні у місті Львові.
Учасник Першої світової війни: служив рядовим австро-угорської армії. Потрапив до російського полону. У 1918 році повернувся до Львова, деякий час був безробітним.
З 1921 року працював токарем Львівських залізничних майстерень (з 1939 року — Львівського паровозовагоноремонтного заводу). Брав участь у діяльності кооперативного товариства «Український робітничий союз».
Після захоплення Західної України СРСР у жовтні 1939 року обирався депутатом Народних Зборів Західної України. Був головою робітничого комітету Львівських залізничних майстерень, очолював комітет професійних спілок Львівського паровозовагоноремонтного заводу.
Під час німецько-радянської війни перебував у евакуації. Працював токарем на Саратовському металообробному (машинобудівному) заводі та майстром виробничого навчання у школі фабрично-заводського навчання (ФЗН). Член ВКП(б) з 1942 року.
У 1944—1946 роках — заступник голови виконавчого комітету Львівської міської ради депутатів трудящих Львівської області.
У 1946 — 3 грудня 1950 року — голова виконавчого комітету Шевченківської районної ради депутатів трудящих міста Львова.
Помер у Львові , похований на полі № 1 Личаківського цвинтаря.

## Нагороди
- орден «Знак Пошани» (23.01.1948)
- медаль «За доблесну працю у Великій Вітчизняній війні 1941—1945 років»